# Зея (космический аппарат)
Зея — космический аппарат, первым запущенный с нового космодрома России — Свободный.
Сконструирован в ФГУП «НПО ПМ» имени академика М. Ф. Решетнёва в Железногорске. Полезная нагрузка разработана в Военном инженерно-космическом университете им. А. Ф. Можайского. Создан по заказу Военно-космических сил. Запущен в 1997 г. Стартовая масса 90 кг.
Данный космический аппарат хотя и создан по заказу военного ведомства, имеет большое значение для всей космонавтики, так как предназначен для отработки новейших общих принципов контроля запусков космических ракет-носителей и управления космическими аппаратами на орбитах.
Аппарат получил название от реки Зея, протекающей вблизи космодрома Свободный.